# サリー・テリー
サリー・テリー（Salli Terri、1922年9月3日 - 1996年5月5日）は、20世紀アメリカを代表するカナダ出身の歌手。

## 来歴
ミシガン州デトロイトのウェイン州立大学で音楽の学士号（Bachelor of Arts degree）を取得し、さらに南カリフォルニア大学で修士号（Master's degree）を得た。1950年代の初頭には東京のアメリカンスクールで音楽と演劇を教え、帰国後、教員としての最後の経歴としてカリフォルニア州フラートンにあるフラートン短期大学で音楽理論を教え、UCLAで女声合唱団の指導をした。
その印象的なメゾソプラノにより、サリーは北米を代表する最も傑出した歌手の一人になった。彼女の音楽活動は、ロジェー・ワーグナー合唱団（Roger Wagner Chorale）とともに始まった。同合唱団が行なった多くのレコーディングにおいて、ソロ歌手、および楽曲の編曲者として参加し、1953年にはロンドンで行なわれた女王エリザベス2世の戴冠式において、同合唱団とともに演奏を行なった。
サリーのレパートリーは、伝統音楽やラブソング、フォークソング、バラードなどジャンルを問わない。前出のロジェー・ワーグナー合唱団のレコーディングに加えて、彼女自身もいくつかのソロ・アルバムを発表し、また歌手として数多くの映画やテレビ番組に出演し、ステージにも立った。また1964年公開の映画『メリー・ポピンズ』では、雌牛の声の役として出演した。
1959年の第1回グラミー賞では最優秀クラシック歌手部門にノミネートされ、アルバム『Duets with the Spanish Guitar』では、共演したギタリストのローリンド・アルメイダとフルート奏者のマーティン・ルダーマン（Martin Ruderman）が、同賞の最優秀クラシック部門録音技術者賞を受賞した。
作曲家のジョン・ビッグスと結婚し、2人の娘を授かった。晩年には病にかかり、1996年、カリフォルニア州ロングビーチの自宅で亡くなった。73歳没。

## ディスコグラフィ

### アルバム
- Duets with the Spanish Guitar (1958年、Capitol) ※with ローリンド・アルメイダ、マーティン・ルダーマン
- For My True Love (1959年、Capitol) ※with ローリンド・アルメイダ
- 『サリー・テリーと一緒に』 - Songs of Enchantment (1959年、Capitol) ※with ローリンド・アルメイダ
- At the Gate of Heaven (1960年、Capitol)
- Songs of the American Land (1960年、Capitol)
- I Know My Love (1961年、Capitol)
- 『ロジェー・ワーグナー黒人霊歌集』 - The Negro Spiritual (1964年、Capitol) ※with ロジェー・ワーグナー合唱団